# Татко снима мръсни филми
„Татко снима мръсни филми“ е български документален филм от 2011 година, по сценарий и режисура на Йордан Тодоров, който проследява живота и кариерата на Стивън Х. Апостолоф. Премиерата на филма се състои на международния фестивал за документално кино Visions du Réel през април 2011 г. Във филма са включени архивни материали, както и интервюта със семейството на Апостолоф, негови приятели и колеги. Във филма също така има невиждани преди архивни кадри от заснемането на Оргията на мъртвите – най-известният филм на Апостолоф.

## Сюжет
„Татко снима мръсни филми“ проследява издигането на Стивън Х. Апостолоф от източноевропейски емигрант до продуцент и режисьор на нискобюджетни еротични филми през 60-те и 70-те години, неговите бурни отношения с печално известния Ед Ууд и падението му в края на 70-те, след появата на хардкор порнографията.

## Продукция
„Татко снима мръсни филми“ е продуциран от българската компания Агитпроп в сътрудничество с Filmtank(Хамбург), ZDF и Arte. Предпродукцията на филма отнема около пет години. Снимките на филма започват в Ню Йорк през декември 2009 г. и продължават в щатите Калифорния, Невада и Аризона през май 2010. „Татко снима мръсни филми“ се състои от интервюта с децата на Апостолоф и третата му съпруга Шели, звезди от филмите му, култови режисьори, кинокритици и историци на киното. Филмът използва глас зад кадър от първо лице, базиран на автентични интервюта с Апостолоф и е белязан от особения му маниер на говорене, изобилстващ от жаргонни изрази, игра на думи и самоирония.

## Разпространение
Татко снима мръсни филми е излъчен за пръв път по френско-немската телевизия Arte на 7 февруари 2011 и има официална световна премиера на 10 април 2011 на международния фестивал за документално кино Visions du Réel. Филмът също така е показван на Transilvania International Film Festival, Planet Doc Review Festival, Sydney Underground Film Festival, Kansas International Film Festival, Trieste Film Festival, Mumbai International Film Festival etc. Филмът е показван много пъти заедно с Оргията на мъртвите – най-популярния филм на Апостолоф и е излъчван по различни телевизии като SBS One (Австралия), Canvas (Белгия).

## Отличия
- Българска филмова академия 2012
  - Най-добър телевизионен документален филм

- София филм фест 2012
  - Награда на младото жури за най-добър документален филм

## Участват
(по реда на появяването си)
- Сюзън Апостолоф
- Поли Апостолоф
- Стив Апостолоф
- Кристофър Д. Апостолоф
- Шели Апостолоф
- Харви Шейн
- Грег Гудсел
- Рудолф Грей
- Тед В. Майкълс
- Надежда Клайн
- Дейвид Уорд

- Ед Ууд
- Катлийн О'Хара
- Изумителния Кризуел
- Тор Джонсън
- Марша Джордан
- Рене Бонд
- Пат Барингтън
- Били Греъм
- Линдън Джонсън
- Дейвид Ф. Фридман
- Патриша Д. Рудъл

## Фестивали
- Visions du Réel – Нион, Швейцария 2011, секция „Etat d'Esprit“
- Международен Филмов Фестивал в Мумбай, Индия 2011